# Myiodynastes solitarius
Myiodynastes solitarius är en fågelart i familjen tyranner inom ordningen tättingar. Den betraktas oftast som underart till strimmig tyrann (Myiodynastes maculatus), men urskiljs sedan 2016 som egen art av Birdlife International och IUCN.
Fågeln förekommer från centrala Peru och centrala Brasilien till Bolivia, Paraguay, Argentina och Uruguay. Den kategoriseras av IUCN som livskraftig.